# No Sleep (Martin Garrix)
No Sleep is een nummer van de Nederlandse dj Martin Garrix uit 2019, ingezongen door de Zweedse zanger Bonn.
Het was de tweede keer dat Garrix en Bonn samenwerkten, een halfjaar eerder deden ze dat ook al op het nummer "High on Life". "No Sleep" werd vooral een hit in Nederland. Het haalde de 16e positie in de Nederlandse Top 40. In de Vlaamse Ultratop 50 haalde het nummer de 41e positie.